# La pioggia dei diamanti
La pioggia dei diamanti è un film muto italiano del 1921 diretto da Pier Angelo Mazzolotti.